# Оболонский, Александр Александрович
Алекса́ндр Алекса́ндрович Оболо́нский (21 марта 1823 — 4 ноября 1877) — земский деятель, редактор и издатель (совместно с Г. Д. Щербачёвым) журнала «Народное чтение».

## Биография
Происходил из потомственных дворян Полтавской губернии. Сын разорившегося помещика, статского советника Александра Демьяновича Оболонского (1794—1858) и его жены Марии Петровны Родзянко (1797—?). По отцу приходился правнуком Д. В. Оболонскому. По матери — внук П. Е. Родзянко и кузен генерал-лейтенанта Владимира Родзянко. Крестник графини А. И. Коновницыной.
Родители Оболонского жили врозь, в 1834 году его мать против воли мужа, выехала в Италию. Позднее она приняла католичество и в 1858 году проживала в Болонии. Брошенный матерью, малолетний Александр с помощью родственников был устроен в Ришельевский лицей в Одессе, в котором окончил курс по камеральному факультету с званием действительного студента. 1 сентября 1845 года он поступил на военную службу юнкером в Нижегородский драгунский полк, 26 мая 1846 года был произведен в фанен-юнкеры. 15 июня 1849 года был прикомандирован к Кинбурнскому драгунскому полку, однако по болезни к нему не прибывал. 1 декабря 1850 года уволен от службы, по болезни, с чином прапорщика.
В 1845—1846 годах участвовал в двух походах в Малую Чечню, причем успел отличиться в сражениях при Шаудек-Шари, Катак-Кичу, на берегах Сунжи, Асси и других. Литературным памятником боевой деятельности А. Оболонского служат его интересные записки (в рукописи), в которых наряду с рассказами о подвигах русских войск и состоянием нашей армий во время Кавказской войны, есть немало любопытных замечаний о горцах, их нравах, привычках, боевой отваге и прочем. За отличие в делах против горцев был награжден знаком отличия Военного ордена (№ 79021).
8 ноября 1853 года поступил на службу в Военную типографию с чином губернского секретаря. В том же году был прикомандирован для занятий к инспекторскому департаменту Военного министерства. 5 июня 1854 года перешёл на службу в Санкт-Петербургскую контрольную экспедицию IV отделения Собственной Его Императорского Величества Канцелярии, где прослужил до 13 февраля 1860 года.
В 1856 году, когда вопрос об освобождении крестьян от крепостной зависимости стоял на очереди, у А. А. Оболонского явилась идея издавать журнал для народа, который мог бы составить для крестьян приятное и полезное чтение. Мысль свою Оболонский сообщил своему другу полковнику (впоследствии генерал-майору) Григорию Дмитриевичу Щербачёву, который охотно разделил её и они вместе выработали программу журнала и решили назвать его «Народным чтением». По мнению издателей, проектируемый журнал должен был удовлетворять, прежде всего, двум требованиям: во-первых, должен был давать народу здоровую умственную пищу и, во-вторых, сообразуясь с денежными средствами простолюдинов, цена его должна была быть доведена до minimum'а. Для достижения первой цели издатели обратились к лучшим нашим литераторам того времени, с просьбой быть сотрудниками их журнала. Особенную помощь изданию нового журнала оказали: профессор Беляев, Курочкин, Кулиш, Лучницкий, Максимов, Майков, Маркович, Мей, Никитин, Плещеев, Писемский, Погодин, Тургенев, Н. Успенский, Тарас Шевченко и другие. Все эти лица, за исключением, впрочем, Тургенева, Писемского и Погодина участвовали своими произведениями в «Народном Чтении». В достижении второй цели, т. е. удешевления журнала, издателям значительно помог Великий Князь Михаил Николаевич, исходатайствовав удешевленную пересылку журнала. Не преследуя коммерческих целей, но желая лишь распространения и общедоступности журнала, издатели употребляли все усилия, чтобы увеличить число своих подписчиков: они обращались к Военному ведомству, к архиереям и губернаторам, прося их способствовать возможно большему распространению журнала. И издатели имели материальный успех, несмотря даже на некоторое гонение на журнал со стороны министра М. Н. Муравьева.
Что касается самого журнала «Народное Чтение», то нужно сказать, что многие из помещенных в нём статей не могли быть вполне доступны пониманию простолюдина, отчасти вследствие того, что порой затрагивали чуждые ему темы, отчасти вследствие некоторой неясности в изложении. Несмотря, однако, на эти недостатки, очень усердно отмеченные критикой того времени, в журнале было много такого, что могло послужить не бесполезной духовной пищей для русского крестьянина.
Издавалось «Народное Чтение» в течение двух лет — в 1859 и 1860 годах, но цензурные стеснения, в особенности в последний год, и домашние обстоятельства, заставившие Оболонского покинуть Санкт-Петербург, побудили издателей продать журнал, который, впрочем, уже не возобновлялся. Оболонский, переехав в Полтавскую губернию, не удовольствовался, однако, жизнью хозяина-помещика и, стремясь к общественному служению, вскоре выступил в качестве земского деятеля.
В 1862 году был избран дворянством Гадячского уезда кандидатом на должность предводителя дворянства, а в 1865 году, за смертью предводителя дворянства Гадячского уезда, был утвержден предводителем дворянства и пробыл в этой должности три года. Впрочем, деятельность Оболонского, как земца и предводителя дворянства, не всегда встречала понимание со стороны администрации и в особенности со стороны полтавского губернатора, который, например, запретил А. Оболонскому издавать задуманную было им газету для народа.
В семидесятых годах Оболонский переехал с семьей в Харьков. Здесь он избирался гласным городской думы и членом городской управы, старался улучшить положение богоугодных заведений, особенно «Сабуровой дачи», — заведения для психически больных, перешедшего из Приказа общественного призрения в городское управление. Кроме того, он вместе с женой своей Марией Александровной и при содействии некоторых харьковцев основал в городе приют для покинутых детей (подкидышей).
Тяжёлая продолжительная болезнь подкосила его силы и 23 октября 1877 года Александр Александрович Оболонский умер. За свою честность и отзывчивость Оболонский до конца дней своих пользовался прочными симпатиями со стороны многих крупных общественных и литературных деятелей, в особенности близок он был к С. Максимову, Кулишу, Кавелину, Т. Шевченко. Некоторые статьи Оболонского (например, «Обрусение польского края») так и остались при жизни автора в рукописи.
Был похоронен на Иоанно-Усекновенском кладбище.

## Семья
Был женат на Марии Александровне Палибиной (ум. 1883). Их сын:
- Николай (1856—1913), профессор судебной медицины, декан медицинского факультета Киевского университета[5][6][7].